# Alloesia bicolor
Alloesia bicolor là một loài bọ cánh cứng trong họ Cerambycidae.